# Boroszów
Boroszów (niem. Boroschau; Alteneichen (1938-1945)) – wieś w Polsce, położona w województwie opolskim, w powiecie oleskim, w gminie Olesno, w dorzeczu Prosny, w makroregionie Wyżyny Woźnicko-Wieluńskiej.

## Nazwa
Nazwa miejscowości wywodzi się od staropolskiego określenia lasu iglastego - boru. Znaczenie nazwy wyjaśnia topograficzny podręcznik Górnego Śląska z 1865 roku, który notuje polską nazwę Borosow oraz wywodzi ją od polskiej nazwy bór: "Polnisch heist der Ort Borosow, und scheint dieses Wort ein aus Waldern hervorgegangenes Dorf zu bezeichnen.". Niemiecka nazwa Boroschau jest germanizacją wcześniejszej polskiej nazwy.
W alfabetycznym spisie miejscowości na terenie Śląska wydanym w 1830 roku we Wrocławiu przez Johanna Knie miejscowość występuje pod polską nazwą Boroszow oraz nazwą zgermanizowaną Boroschau. Spis wymienia także sąsiednie przysiółki Stary Folwark oraz Nowy Folwark. Ze względu na polskie pochodzenie 27 kwietnia 1936 r. w miejsce zgermanizowanej nazwy Boroschau nazistowska administracja III Rzeszy wprowadziła nową, całkowicie niemiecką nazwę - Alteneichen. 12 listopada 1946 r. nadano miejscowości polską nazwę Boroszów.

## Charakterystyka
W miejscowości znajdują się m.in. zabytkowy kościół św. Marii Magdaleny i dęby, będące pomnikami przyrody. Wzdłuż zachodniej, a częściowo południowej i północnej granicy Boroszowa ciągną się pasy lasów. Jest to miejscowość o charakterze typowo rolniczym.

## Historia
Najstarsze znane wzmianki o Boroszowie pochodzą z 1300 r. – miejscowością rozporządzał wówczas konwent kanoników regularnych, a mieszkańcy byli zobowiązani dostarczać zakonnikom w każdy piątek kosze świeżych ryb. W Boroszowie miało znajdować się niegdyś wiele stawów – wedle jednych źródeł 52, wedle innych – 99. W dokumentach z 1574 r. miejscowość występuje pod nazwą Boroschow lub Boroschuw, zaś w 1743 r. – Borosz.
Na przestrzeni wieków Boroszów miał wielu właścicieli. W 1679 r. miejscowość należała do hrabiego Ditricha Franckenberga, następnie do Jana Jerzego Franckenberga, a ostatnią zarządczynią była Maria von Tucholka. W parku w miejscowości znajdował się niegdyś zamek, który jednak spłonął po wojnie; w Boroszowie znajdowała się także wystawna willa, po której zachował się jedynie podjazd dla karet. W miejscowości działały dwa folwarki: stary i nowy.
Do głosowania podczas plebiscytu uprawnionych było w Boroszowie 112 osób, z czego 76, ok. 67,9%, stanowili mieszkańcy (w tym 76, ok. 67,9% całości, mieszkańcy urodzeni w miejscowości). Oddano 107 głosów (ok. 95,5% uprawnionych), w tym 102 (ok. 95,3%) ważne; za Niemcami głosowało 91 osób (ok. 85,0%), a za Polską 11 osób (ok. 10,3%).
W 1925 r. w miejscowości mieszkało 399 osób, a w 1933 r. – 358 osób. 1 kwietnia 1939 r. Boroszów został włączony do Biskupic.
We wsi był przystanek kolejowy Boroszów.

## Zabytki
Do wojewódzkiego rejestru zabytków wpisany jest kościół fil. pw. św. Marii Magdaleny, drewniany, z poł. XVII w.